# Tiandihui
Tiandihui is een broederschap afkomstig uit China. De broederschap heeft zich in het verleden over verschillende streken en provincies verspreid en nam daar een andere naam aan. Hongmen is een veelgebruikte benaming voor dezelfde broederschap, maar wordt ook door sommige triades gebruikt. Tiandihui heeft veel gelijkenissen met de vrijmetselarij. Het is een geheim genootschap en niet iedereen mag er lid van worden. Om lid te worden moet men veel rituelen en gebruiken leren. Door middel van geheime spreuken, handgebaren, gebruiken (kleding en theekopjes) en offerrituelen kon een lid weten dat een ander ook een lid is. In Noord-Amerika staan de Hongmen bekend als Chinese Freemasons. De Hongmen houden zich bezig met politiek en wushu/sport. Het religieuze karakter wordt gekenmerkt door de verering van Guan Yu, een historisch persoon die bekendstond om zijn moed en betrouwbaarheid. Bij de inauguratie moeten nieuwe leden de eed afleggen.
Toen Hongkong een Britse kolonie was, werden alle geheime genootschappen gezien als crimineel en werden zij triades genoemd. Vanwege de geschiedenis zijn tiandihui's heden ten dage nog steeds controversieel en in Hongkong is de broederschap nog steeds illegaal. In de Volksrepubliek China en de Republiek China is het genootschap wel legaal. Ze hebben zelfs invloed op de nationale politiek. In de Volksrepubliek is de China Zhi Gongpartij een van de niet-communistische partijen in het land.

## Geschiedenis
Tijdens de regeerperiode van keizer Kangxi (1654—1722) van de Qing-dynastie werd de broederschap opgericht. Ti Xi, Li Amin, Zhu Dingyuan en Tao Yuan waren de oprichters van de broederschap. Hun jiaxiang was Zhangpu, Zhangzhou, Fujian. Dit gebied lag vlak bij de grens met de provincie Guangdong. Tiandihui hield zich bezig met het omverwerpen van de Mantsjoe dynastie. Hun droom was om de keizerstroon aan de Ming-dynastie terug te geven. Door diefstal probeerden ze aan geld te komen voor hun opstand tegen de Mantsjoes.
Door politieke vervolging van de Mantsjoes die immers niet gediend waren van de weerstand van deze Han-Chinese groep, vluchten veel leden naar Zuidoost-Azië. Later migreerden velen naar Noord-Amerika en Australië. In Chinese buurten stichtten de overzeese leden eigen tempels en wierven leden om zich aan te sluiten bij de weerstand tegen de Mantsjoes. De Vader des Vaderlands, Sun Zhongshan, was lid van een tiandihui met de naam Chee Kong Tong. In 1911 werd met succes de Mantsjoe monarchie omvergeworpen. De Republiek China werd opgericht. De ideeën om de Ming-dynastie nieuw leven in te blazen verdwenen. Doordat hierna de donaties aan de tiandihui's verminderden, zocht een deel ervan hun heil in het criminele circuit om het voortbestaan van hun geheime genootschappen te kunnen bekostigen.